# Алферьевский сельсовет (Загорский район)
Алферьевский сельсовет — упразднённая административно-территориальная единица, существовавшая на территории Московской губернии и Московской области до 1954 года.
Алферьевский сельсовет был образован в первые годы советской власти. По данным 1918 года он входил в состав Хотьковской волости Дмитровского уезда Московской губернии.
В 1921 году Хотьковская волость была передана в Сергиевский уезд.
По данным 1926 года в состав сельсовета входили 2 населённых пункта — Алферьево и Новострой.
В 1929 году Алферьевский с/с был отнесён к Сергиевскому (с 1930 — Загорскому) району Московского округа Московской области. При этом он был переименован в Сабуровский сельсовет и к нему был присоединён Псарёвский с/с бывшей Сергиевской волости.
17 июля 1939 года к Сабуровскому с/с было присоединено селение Опенки упразднённого Григоровского с/с. Селение Лазарево было передано из Сабуровского с/с в Васильевский, а селение Зельниково — из Васильевского с/с в Сабуровский. Одновременно центр Сабуровского с/с был перенесён в селение Алферьево, а сельсовет переименован в Алферьевский сельсовет.
14 июня 1954 года Алферьевский с/с был упразднён. При этом его территория была передана в Воронцовский с/с.